# YWCA
La Young Women's Christian Association (YWCA) è un'organizzazione senza scopo di lucro che si concentra sull'emancipazione, la leadership e i diritti delle donne, delle giovani donne e delle ragazze in più di 100 Paesi.
L'ufficio mondiale si trova attualmente a Ginevra, in Svizzera, mentre la sede centrale dell'organizzazione non profit è a Washington.
La YWCA è indipendente dalla YMCA, ma alcune associazioni YMCA e YWCA locali e nazionali si sono fuse in YM/YWCA o YMCA-YWCA e appartengono ad entrambe le organizzazioni, fornendo i programmi di ciascuna: un esempio è la Svezia, che lo ha fatto nel 1966.

## Struttura della governance
Il Consiglio Mondiale funge da organo di autogoverno della YWCA mondiale e comprende i rappresentanti di tutte le regioni del movimento globale YWCA. Supervisiona le operazioni e le attività dell'organizzazione. D'altra parte il Consiglio Mondiale agisce come autorità legislativa e organo di governo della YWCA mondiale. Si costituisce ogni quattro anni per prendere decisioni importanti che riguardano l'intero movimento, tra cui la politica, la costituzione, la direzione strategica e i bilanci. Durante gli incontri del Consiglio Mondiale, 20 donne vengono elette per far parte del Consiglio Mondiale, in rappresentanza di varie associazioni affiliate al movimento globale YWCA.

## Storia

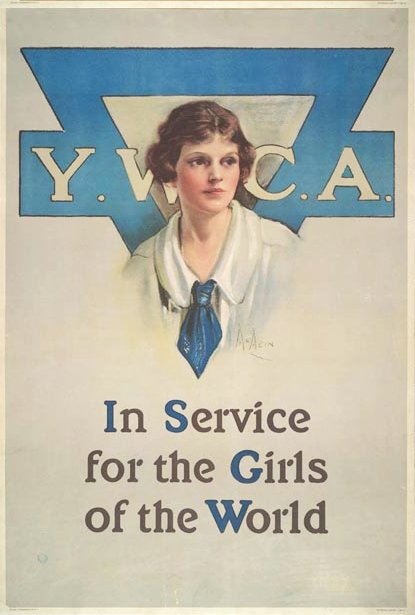
Un manifesto della YWCA del 1919

La storia della YWCA risale al 1855, quando la filantropa Lady Mary Jane Kinnaird fondò la North London Home per le infermiere in viaggio verso o dalla guerra di Crimea. La London Home rispondeva alle esigenze delle donne sole che arrivavano dalle zone rurali per unirsi alla forza lavoro industriale di Londra, offrendo alloggio, istruzione e sostegno con una “calda atmosfera cristiana”. L'organizzazione di Kinnaird si fuse con l'Unione di Preghiera fondata dall'evangelista Emma Robarts nel 1877.
La YWCA australiana fu costituita nel 1880, quando Mary Jane Barker organizzò l'incontro iniziale a Sydney. Ann Alison Goodlet divenne la prima presidente. La Goodlet rimase in carica fino al 1903.
Nel 1884 la YWCA fu ristrutturata. Fino ad allora Londra aveva avuto quasi un'organizzazione separata, ma ora c'era un'unica organizzazione YWCA. Al di sotto di questa c'erano dipendenti e Presidenti separati per Londra, Inghilterra e Galles, Scozia, Irlanda, "Estero", Coloniale e Missionaria. Questa organizzazione distribuiva testi e letteratura cristiana, ma intervistava anche le giovani donne nel tentativo di migliorare le loro condizioni di vita. Nel 1884 lavorava tra le pescatrici scozzesi, pubblicava la propria rivista e gestiva un ristorante per signore a Londra.
La YWCA mondiale fu fondata nel 1894, con Stati Uniti, Regno Unito, Norvegia e Svezia come madri fondatrici.
La prima conferenza mondiale della YWCA si tenne nel 1898 a Londra, con 326 partecipanti provenienti da 77 Paesi di tutto il mondo.

### Primi anni del 20° secolo

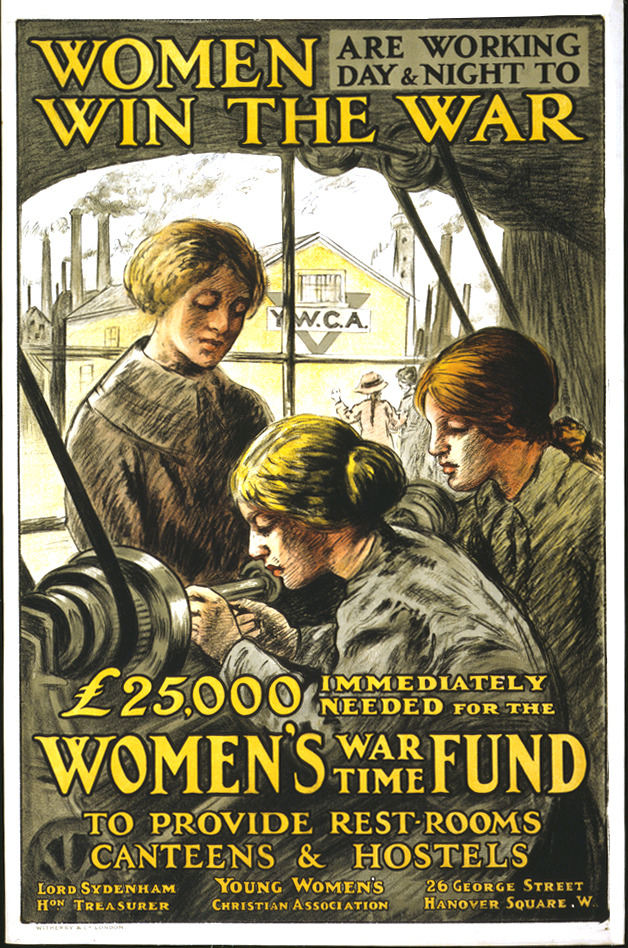
Poster che esorta le donne a unirsi allo sforzo bellico britannico nella prima guerra mondiale, pubblicato dalla YWCA.

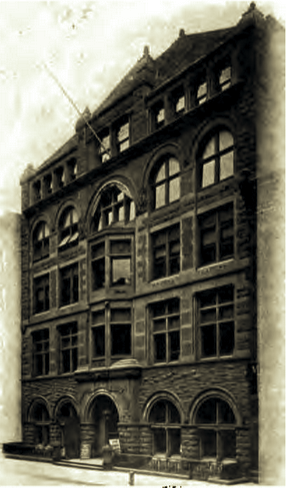
YWCA, New York City

All'inizio del XX secolo, iniziò un cambiamento all'interno della YWCA. Sebbene l'industrializzazione fosse stata una preoccupazione fondante dell'associazione, essa aveva cercato soprattutto di evangelizzare e di proteggere le donne moralmente e socialmente dalle conseguenze della vita cittadina. Ma il movimento socialista emergente iniziò a influenzare questi obiettivi. Il primo segno di ciò si ebbe durante la conferenza mondiale della YWCA del 1910 a Berlino, quando fu approvata, contro una notevole opposizione, una risoluzione che richiedeva all'associazione di studiare i problemi sociali e industriali e di educare le donne lavoratrici sulle "misure sociali e la legislazione promulgata a loro favore". Nel corso del tempo le attiviste ben organizzate riuscirono a prendere il controllo della YWCA, ad abbandonare i suoi scopi originali e ad utilizzarla come parte del proprio movimento. Nel 1920 il processo era completo e la YWCA divenne un'organizzazione in gran parte laica, tranne che nel nome, con legami con i gruppi del Vangelo sociale.
Fino al 1930 la sede della YWCA mondiale era stata a Londra. Il comitato esecutivo era interamente britannico, con un Segretario Generale americano. Questa politica portò a una visione decisamente anglocentrica del mondo da parte dell'associazione. Nel 1930, tuttavia, la sede mondiale della YWCA fu trasferita a Ginevra, in Svizzera, la stessa città della neonata Lega delle Nazioni. Questo simboleggiava la volontà di diventare un'associazione più diversificata, e anche di cooperare pienamente con altre organizzazioni a Ginevra, come il Comitato Internazionale della Croce Rossa e la YMCA.

### La Seconda Guerra Mondiale
In diversi Paesi, in particolare nell'Europa orientale, le YWCA furono soppresse e sciolte. In tutta l'Europa occupata, tuttavia, le donne lavorarono per costruire sistemi di supporto per i loro vicini e rifugiati.
Poco dopo la fine della guerra, la YWCA si adoperò per rafforzare i legami tra le donne di tutto il mondo, organizzando la prima riunione del Consiglio Mondiale dopo quasi un decennio a Hangzhou, nel 1947. Questo evento è stato significativo in quanto è stato il primo Consiglio Mondiale tenuto al di fuori dell'Occidente e ha espresso ulteriormente il desiderio di essere un movimento inclusivo e mondiale. Servì anche a riunire le donne che vivevano in Paesi che erano stati nemici durante la guerra e a sensibilizzare le YWCA occidentali sul fatto che le rovine della guerra non erano limitate all'Europa.
Nei decenni successivi la YWCA mondiale ha dedicato molto tempo alla ricerca e al lavoro sui temi dei rifugiati, della salute, dell'HIV e dell'AIDS, dell'alfabetizzazione, dei diritti umani delle donne e delle ragazze, dell'avanzamento delle donne e dell'eliminazione della povertà, del servizio reciproco, dello sviluppo sostenibile e dell'ambiente, dell'istruzione e dei giovani, della pace e del disarmo e della leadership delle giovani donne. Questi temi continuano a svolgere un ruolo integrale nel movimento mondiale della YWCA.

## Programmi

### Settimana senza violenza della YWCA
Ogni anno, durante la terza settimana di ottobre, le YWCA di tutto il mondo si concentrano sulla sensibilizzazione per porre fine alla violenza contro le donne e le ragazze.

### Settimana di preghiera della YWCA
A partire dal 1904, la YWCA mondiale e l'Alleanza mondiale delle YMCA hanno lanciato un appello congiunto alla preghiera durante la Settimana di preghiera e fratellanza mondiale. Durante questa settimana i due movimenti pregano e agiscono insieme su un tema particolare, in solidarietà con i membri e i partner di tutto il mondo. L'evento della settimana è uno studio biblico basato sul tema dell'anno.

### Giornata mondiale della YWCA
Nel 1948 è nata la Giornata Mondiale di Osservanza di YWCA, per aiutare ogni membro a vedere come potrebbe agire localmente in relazione al tema dell'anno. Alcuni temi scelti per la Giornata di Osservanza sono stati: La mia fede e il mio lavoro, Il mio posto nel mondo, Il mio contributo alla pace nel mondo, Affronto un mondo che cambia, Verso un unico mondo e Il mio compito nella vita familiare oggi. Nel 1972 il nome dell'evento è stato cambiato in Giornata Mondiale YWCA e la data di celebrazione della Giornata Mondiale YWCA è diventata il 24 aprile.

## Le YWCA di tutto il mondo
La YWCA è presente in oltre 100 Paesi e comprende entità nazionali e regionali in otto regioni globali. Molte YWCA regionali operano come entità indipendenti a livello locale e appartengono all'ente nazionale YWCA del loro Paese come parte di un modello federato, basato sull'appartenenza.

### Europa
La YWCA europea comprende le YWCA nazionali di Bielorussia, Belgio, Danimarca, Gran Bretagna, Norvegia, Romania e altre ancora. La YWCA europea è un organismo regionale legalmente registrato, che funge da organizzazione ombrello per le YWCA nazionali di tutto il continente europeo. La YWCA scozzese opera sotto il nome di The Young Women's Movement.

### Medio Oriente
Le YWCA della regione del Medio Oriente si trovano in Egitto, Giordania, Libano e Palestina.

### Africa
Ci sono oltre 20 YWCA nazionali che servono le comunità in tutta la regione africana, tra cui Burkina Faso, Malawi, Sudafrica e Togo.

### Asia
La YWCA è presente in diversi Paesi dell'Asia, tra cui Bangladesh, Cina, India, Corea, Nepal, Taiwan, Filippine e Tailandia. Sophia Cooke creò la Young Women's Christian Association a Singapore nel 1875.

### Pacifico
Le YWCA nazionali nella regione del Pacifico includono Nuova Zelanda, Australia, Papua Nuova Guinea, Isole Salomone e Samoa. Nel 1878, gli attivisti di Dunedin crearono la prima YWCA dell'emisfero meridionale. La filiale YWCA di Christchurch è stata creata nel 1883 per sostenere le visite ai malati; nel 1885 è stato avviato il ramo di Auckland, con una forte attenzione a fornire uno spazio di vita pulito e adeguatamente sorvegliato alle ragazze che lavorano. La YWCA Australia risale al 1880, quando la prima YWCA del Paese fu creata a Sydney per aiutare le donne migranti.

### Nord America
In Nord America, la YWCA è presente negli Stati Uniti e in Canada. YWCA USA è stata fondata nel 1858 e oggi conta oltre 200 associazioni associate, che servono oltre 2 milioni di donne, ragazze e le loro famiglie. YWCA USA è uno dei maggiori sostenitori dei servizi di assistenza alla violenza domestica e delle case di accoglienza negli Stati Uniti. La YWCA Canada risale al 1870. Oggi conta oltre 30 associazioni associate, che servono 1 milione di donne, ragazze e le loro famiglie.
YWCA USA ha sede a Washington. In precedenza la sede centrale si trovava nell'Empire State Building di New York.

### Caraibi
Le YWCA nazionali nella regione dei Caraibi includono Barbados, Grenada, Haiti e Trinidad e Tobago.

### America centrale e meridionale
Le YWCA dell'America Latina comprendono Argentina, Belize, Bolivia, Brasile, Cile, Colombia, Honduras e Suriname.

### Dirigenti dal 1855
| Nome                             | Nazione           | Anno         |
| -------------------------------- | ----------------- | ------------ |
| Mrs. J. Herbert Tritton          | Regno Unito       | 1898–1902    |
| Mrs. George Campbell             | Regno Unito       | 1902–1906    |
| Miss Mary Morley                 | Regno Unito       | 1906–1910    |
| Mrs. J. Herbert Tritton          | Regno Unito       | 1910–1914    |
| The Hon. Mrs. Montague Weldgrave | Regno Unito       | 1914–1924    |
| L'Onorevole Baronessa Parmoor    | Regno Unito       | 1924–1928    |
| The Hon. Mrs. Montague Weldgrave | Regno Unito       | 1928–1930    |
| Miss C. M. Van Asch Van Wijck    | Paesi Bassi       | 1930–1938    |
| Miss Ruth Rouse                  | Regno Unito       | 1938–1946    |
| Miss C. M. Van Asch Van Wijck    | Paesi Bassi       | 1946–1947    |
| Miss Lilace Reid Barnes          | USA               | 1947–1955    |
| The Hon. Isabel Catto            | Regno Unito       | 1955–1963    |
| Dr. Una B. Porter                | Australia         | 1963–1967    |
| Mrs. Athena Athanassiou          | Grecia            | 1967–1975    |
| Dame Nita Barrow                 | Barbados          | 1975–1983    |
| Mrs. Ann Northcote               | Canada            | 1983–1987    |
| Dr. Jewel Freeman Graham         | USA               | 1987–1991    |
| Mrs. Razia Ismail Abbasi         | India             | 1991–1995    |
| Mrs. Anita Andersson             | Svezia            | 1995–1999    |
| Ms. Jane Lee Wolfe               | USA               | 1999–2003    |
| Ms Mónica Zetzsche               | Argentina         | 2003–2007    |
| Susan Brenan                     | Australia         | 2007–2011    |
| Deborah Thomas-Austin            | Trinidad e Tobago | 2011–2019    |
| Mira Rizeq                       | Palestina         | 2019–attuale |

| Nome                            | Nazione       | Anno         |
| ------------------------------- | ------------- | ------------ |
| Miss Annie Reynolds             | USA           | 1894–1904    |
| Miss Clarissa Spencer           | USA           | 1904–1920    |
| Miss Charlotte T. Niven         | USA           | 1920–1935    |
| Miss Ruth Woodsmall             | USA           | 1935–1947    |
| Miss Helen Roberts              | Regno Unito   | 1947–1955    |
| Miss Elizabeth Palmer           | USA           | 1955–1978    |
| Miss Erica Brodie               | Nuova Zelanda | 1978–1982    |
| Mrs. Ruth Sovik                 | USA           | 1982–1985    |
| Miss Ellen Clark (acting)       | USA           | 1985–1986    |
| Mrs. Genevieve Jacques (acting) | Francia       | 1986–1987    |
| Mrs. Elaine Hesse Steel         | Nuova Zelanda | 1987–1997    |
| Dr. Musimbi Kanyoro             | Kenya         | 1998–2007    |
| Mrs. Nyaradzai Gumbonzvanda     | Zimbabwe      | 2007–2016    |
| Ms. Malayah Harper              | Canada        | 2016–2019    |
| Mrs. Casey Harden               | USA           | 2019–attuale |

## Partners
La YWCA mondiale è impegnata e fa parte della Big Six Alliance of Youth Organisations (World Alliance of Young Men's Christian Associations, World Young Women's Christian Association, Organizzazione mondiale del movimento scout, Associazione mondiale guide ed esploratrici, e la Federazione internazionale delle società di Croce Rossa e Mezzaluna Rossa e The Duke of Edinburgh's International Award Foundation). È anche membro di Accountable Now, ACT Alliance e ha lo status di consulente del Consiglio economico e sociale delle Nazioni Unite (ECOSOC). La World YWCA collabora con diversi interlocutori ecumenici (Consiglio ecumenico delle Chiese, Federazione mondiale luterana, ecc.) e con una serie di donatori istituzionali e governativi internazionali.

### Archivi
- Young Women's Christian Association (XML), University of Washington Records: 50,6 piedi cubi, 1903–1982. Ospitato su Labor Archives of Washington, University of Washington Libraries Special Collections.
- L'Associazione cristiana delle giovani donne del Canada ha un fondo presso la Library and Archives Canada.[18] Il numero di riferimento archivistico è R4957. 1870-1991. 26,1 metri di documenti testuali; 1045 fotografie (principalmente in bianco e nero); 7 dischi audio (circa 3 ore, 11 minuti); 9 disegni architettonici; 5 stemmi e gagliardetti; 2 blocchi di stampa, linoleografia, taglio fotomeccanico; 1 stampa fotomeccanica; 1 premio in plexiglass; 12 bobine audio (circa 11 ore, 35 minuti); 7 cassette audio (circa 7 ore, 30 minuti); 7 bobine di pellicola (circa 3 ore).[19]

## Galleria fotografica

Alcune sedi YWCA negli Stati Uniti
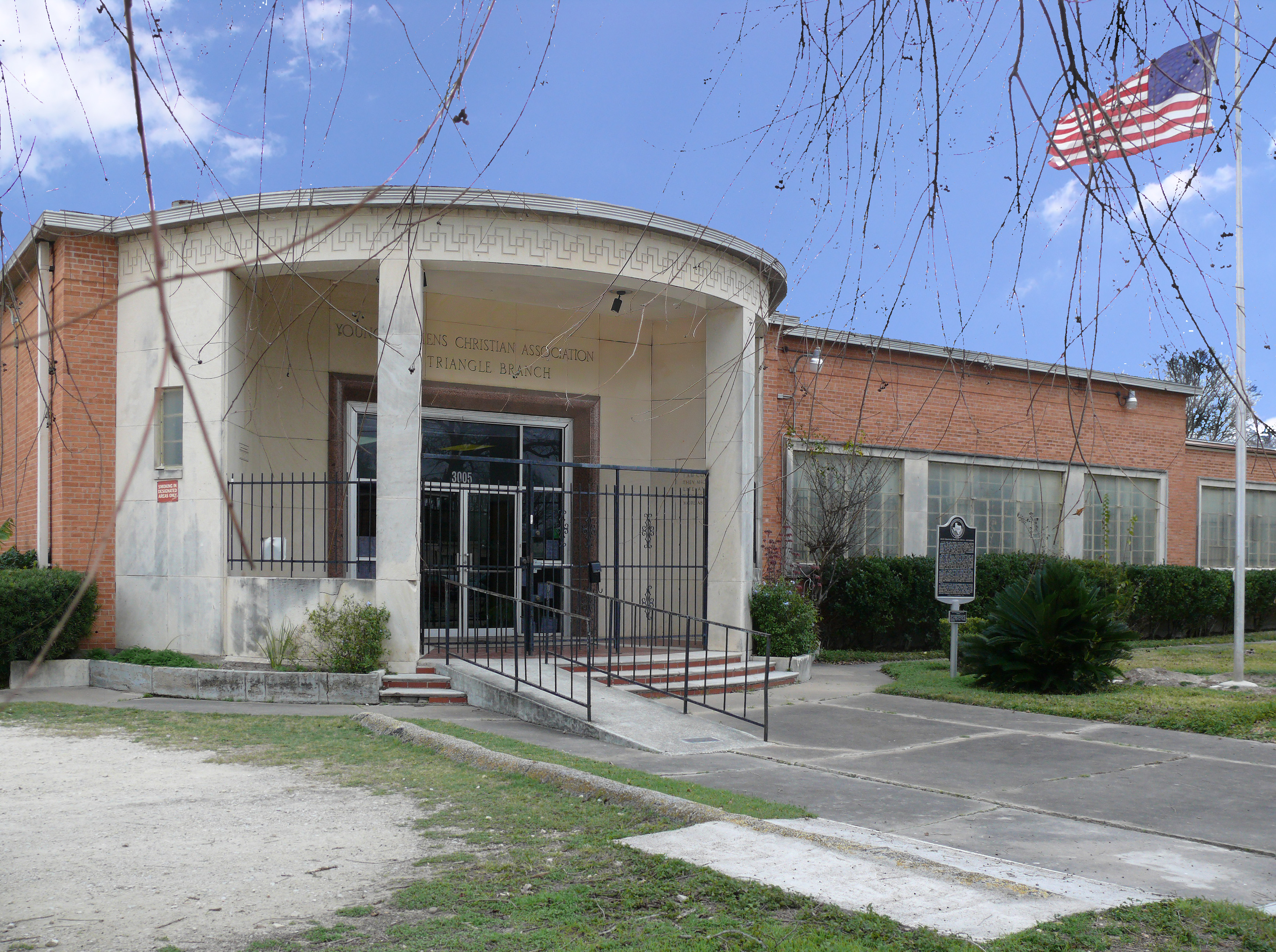
Edificio Y.W.C.A. - Houston, Texas
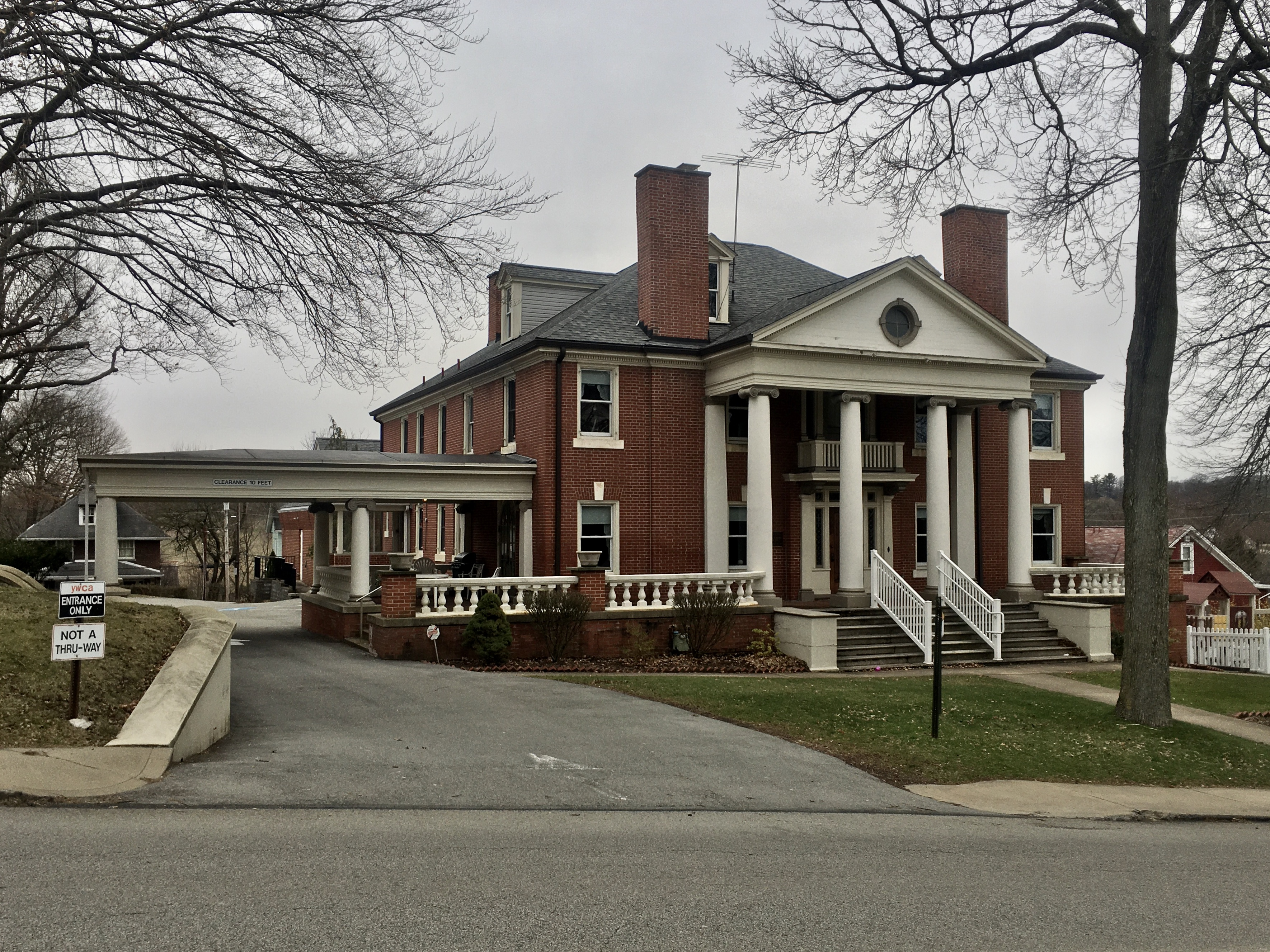
Y.W.C.A. Pennsylvania
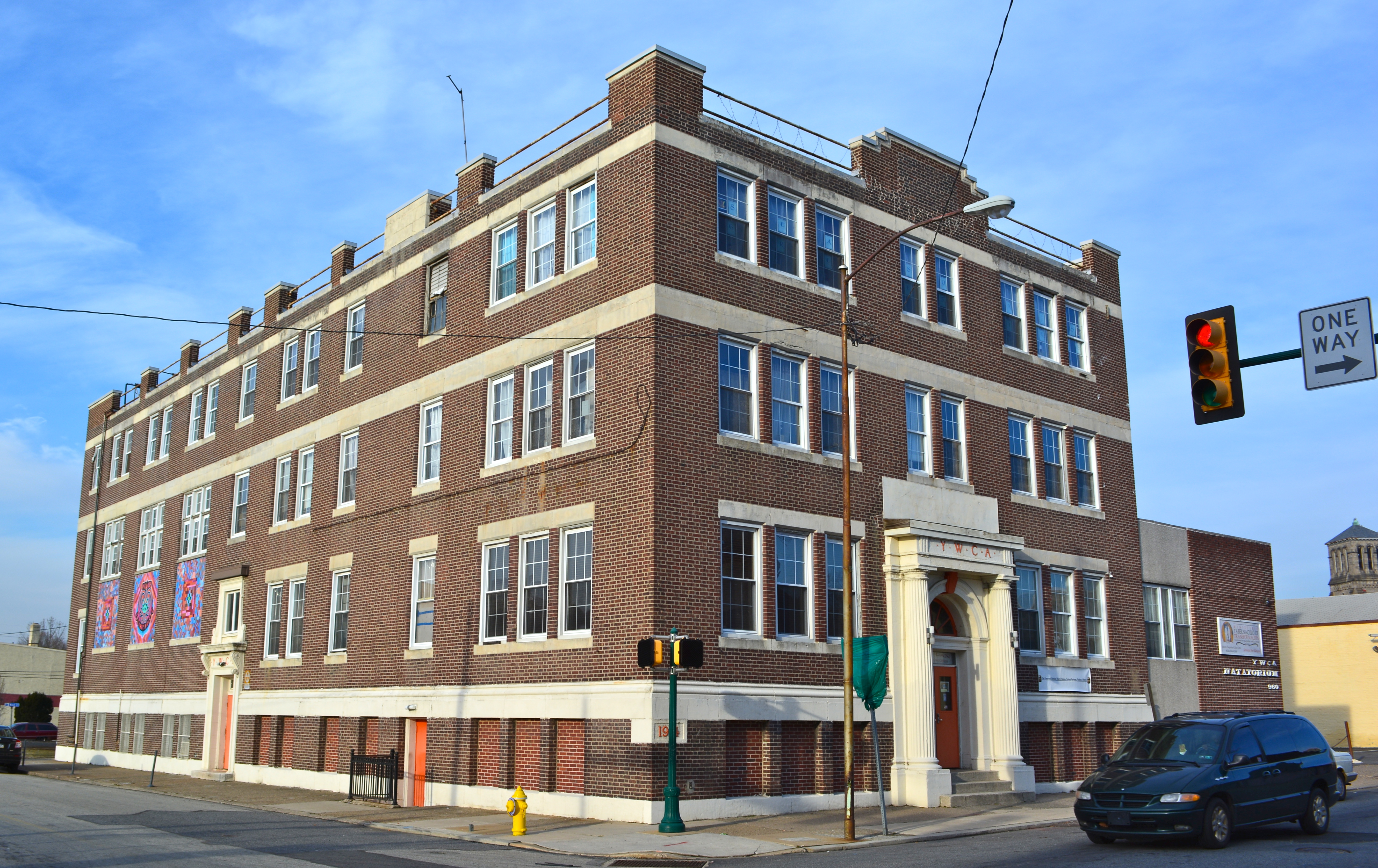
L'Y.W.C.A. nel centro di Chester, in Pennsylvania
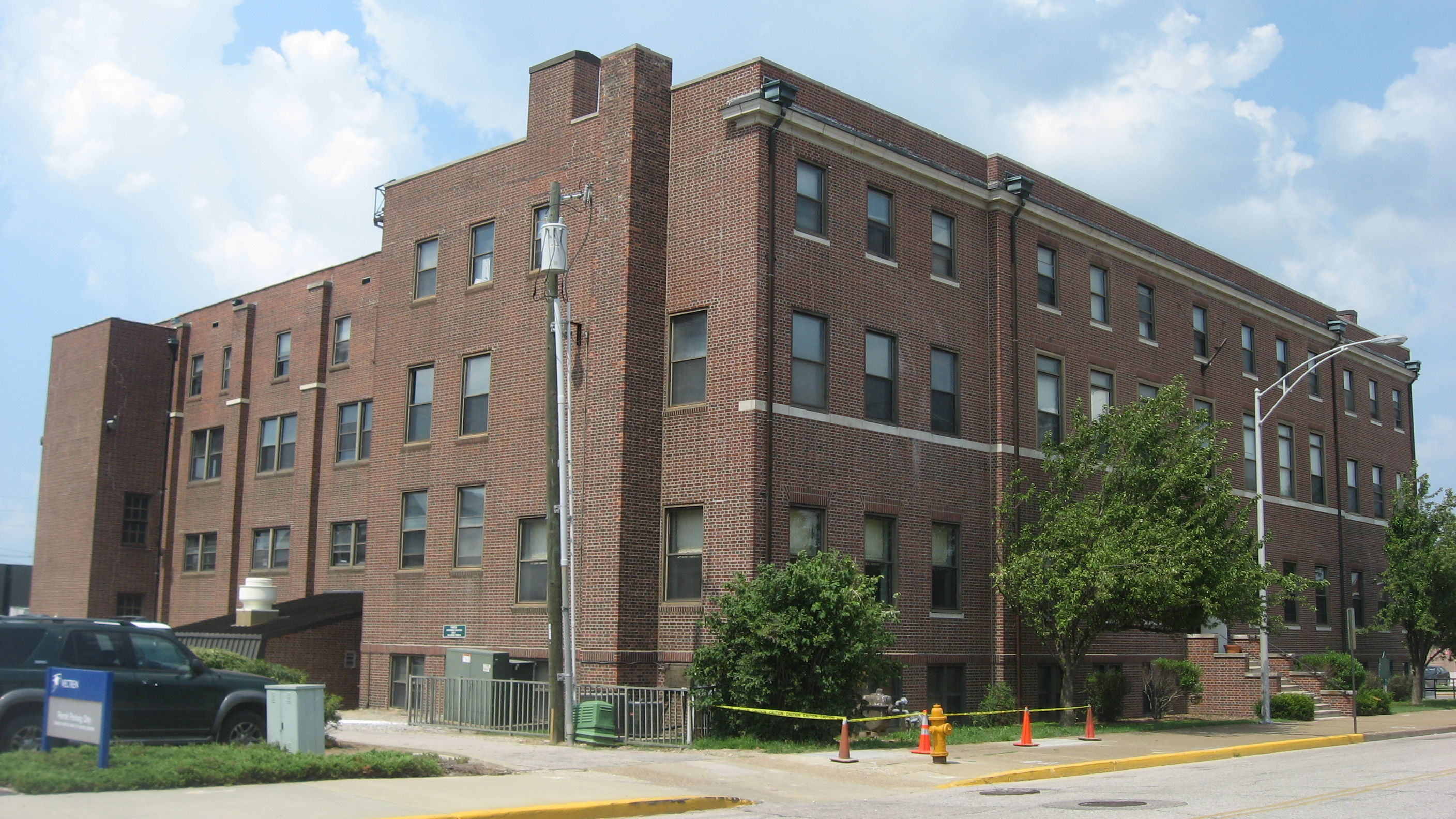
L'Y.W.C.A. in Evansville, Indiana
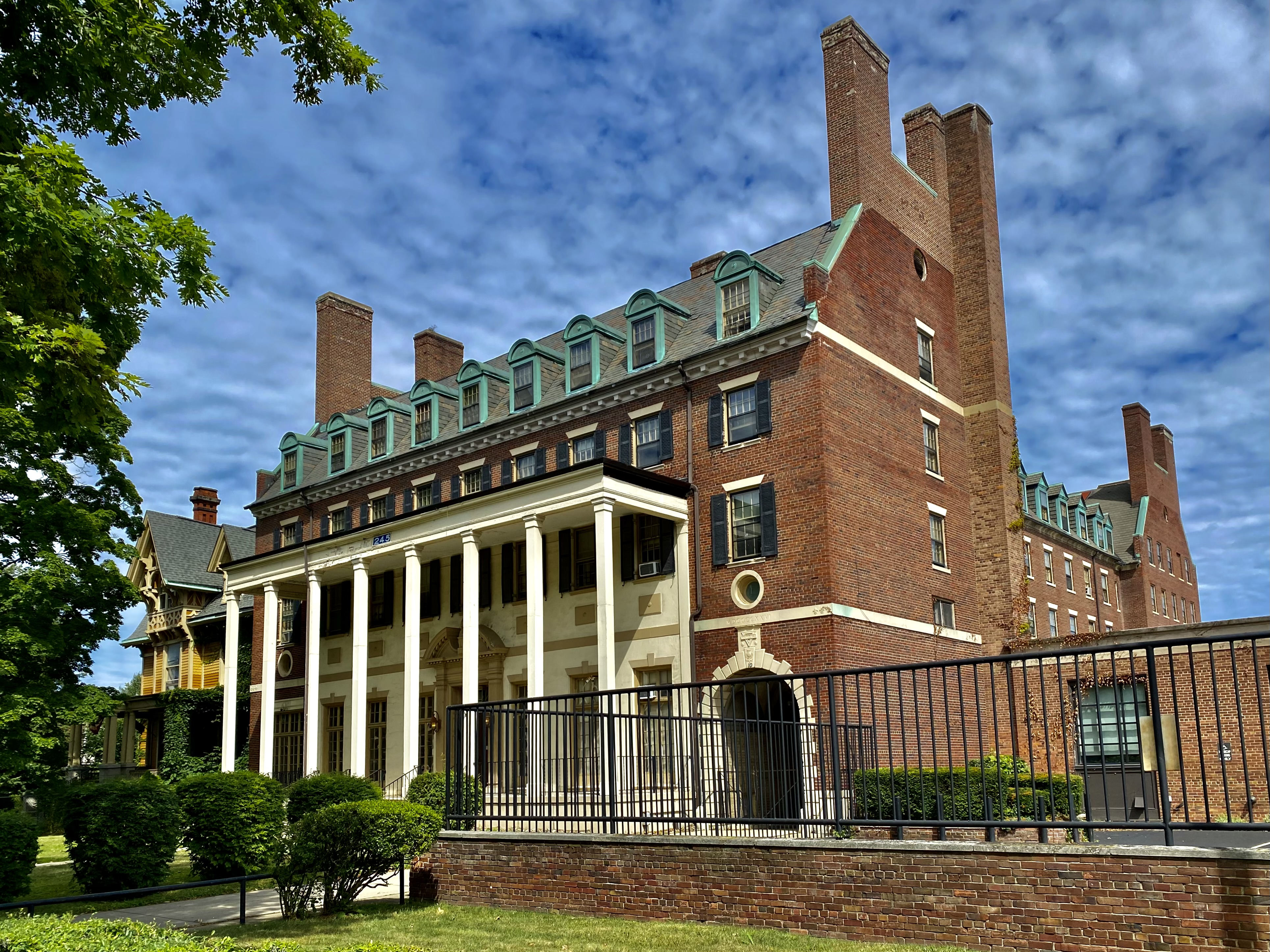
Y.W.C.A. di Buffalo, New York
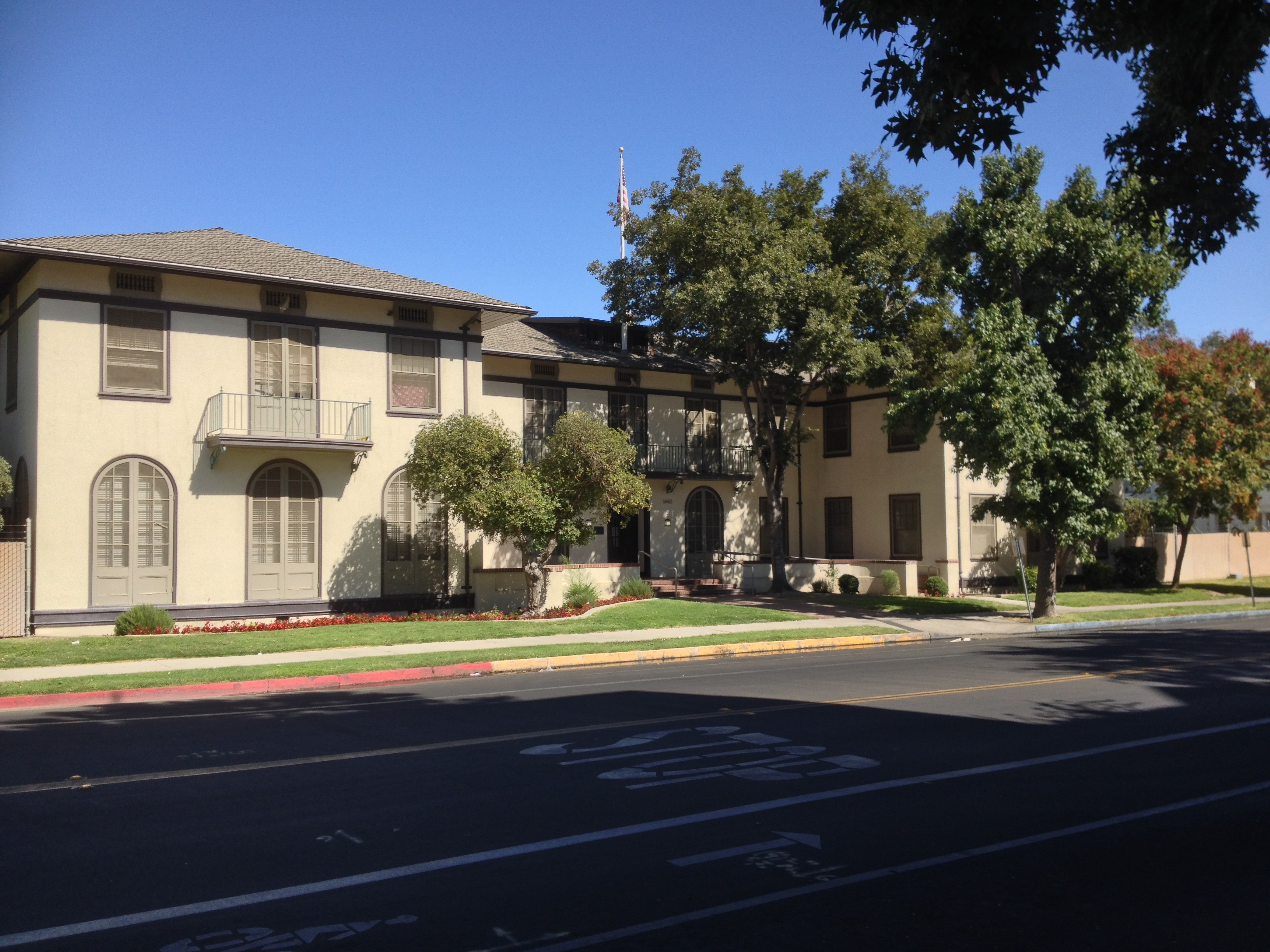
Edificio Y.W.C.A. di Fresno
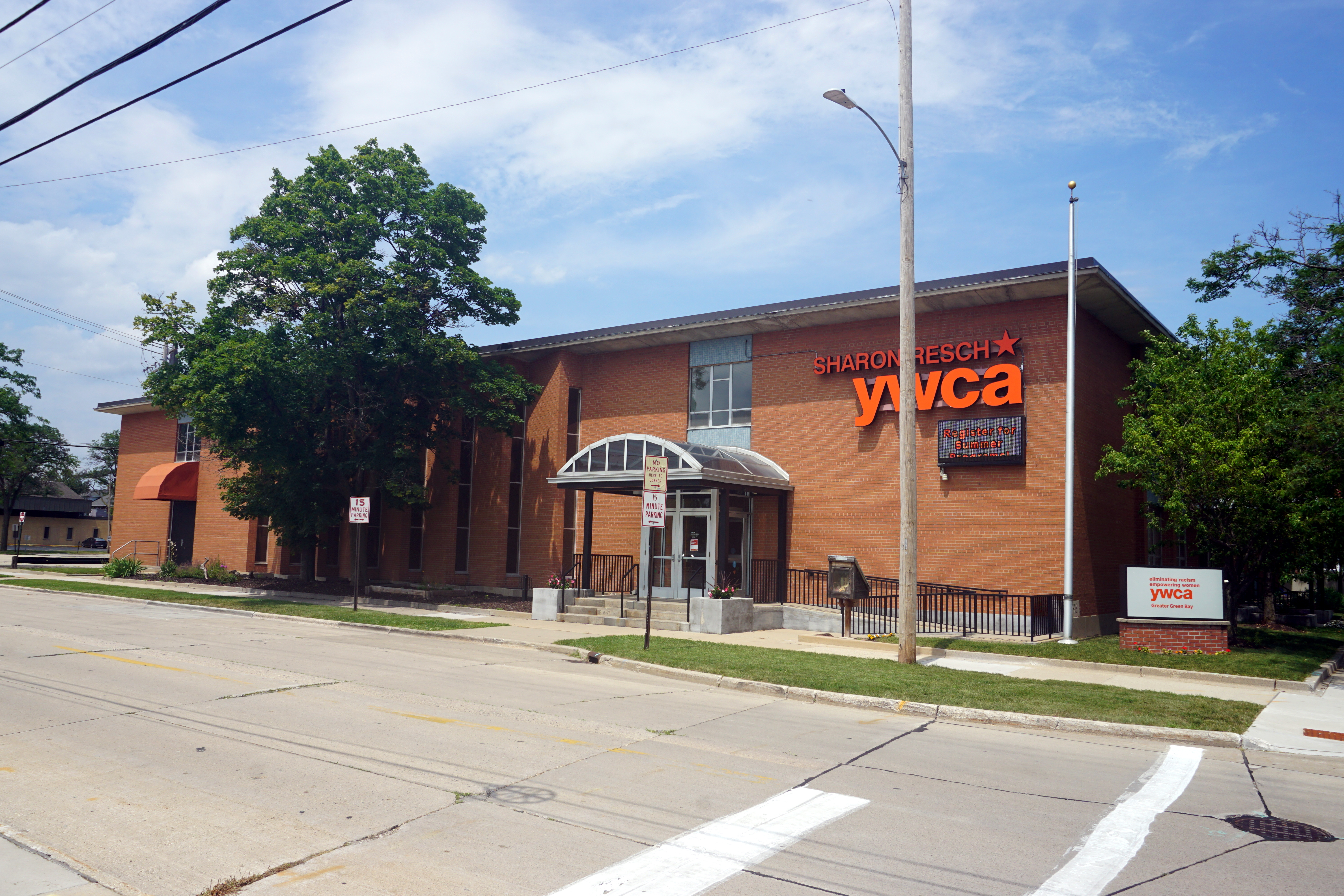
L'Y.W.C.A. in Green Bay, Wisconsin
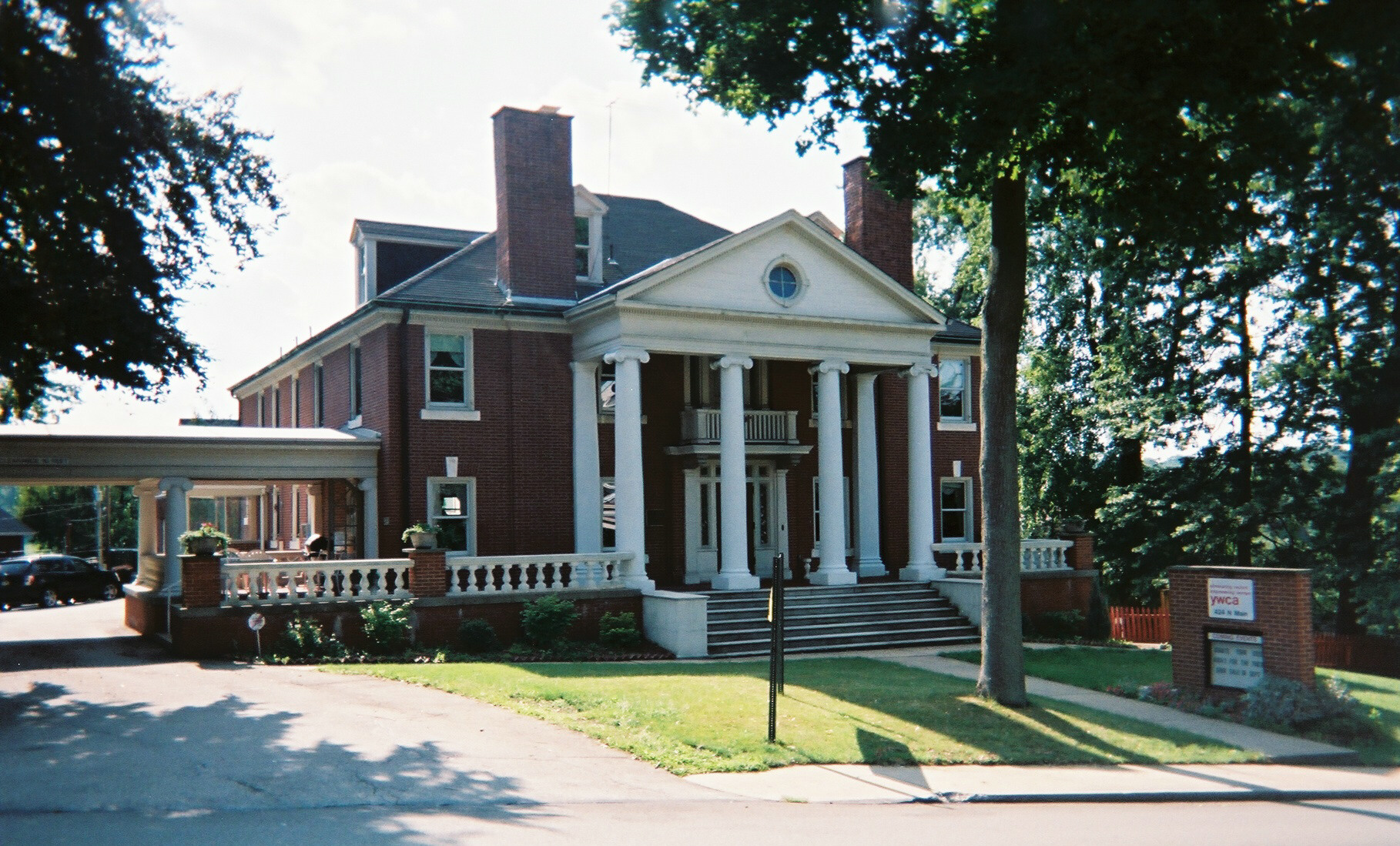
Huff Mansion / Y.W.C.A., Greensburg, Pennsylvania
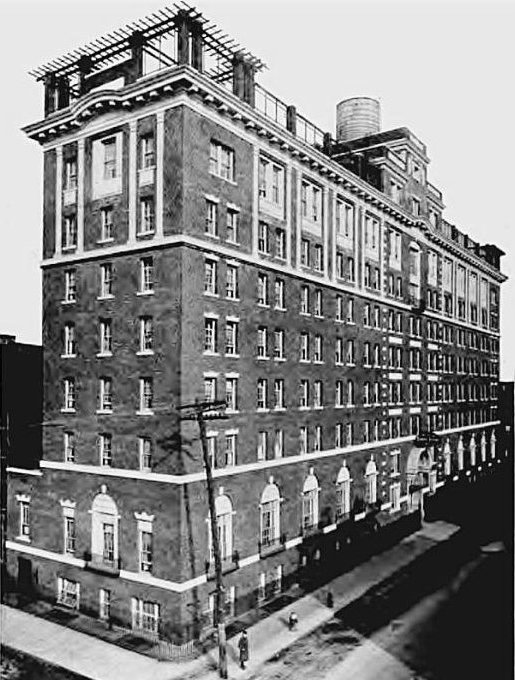
Y.W.C.A., Brooklyn, New York
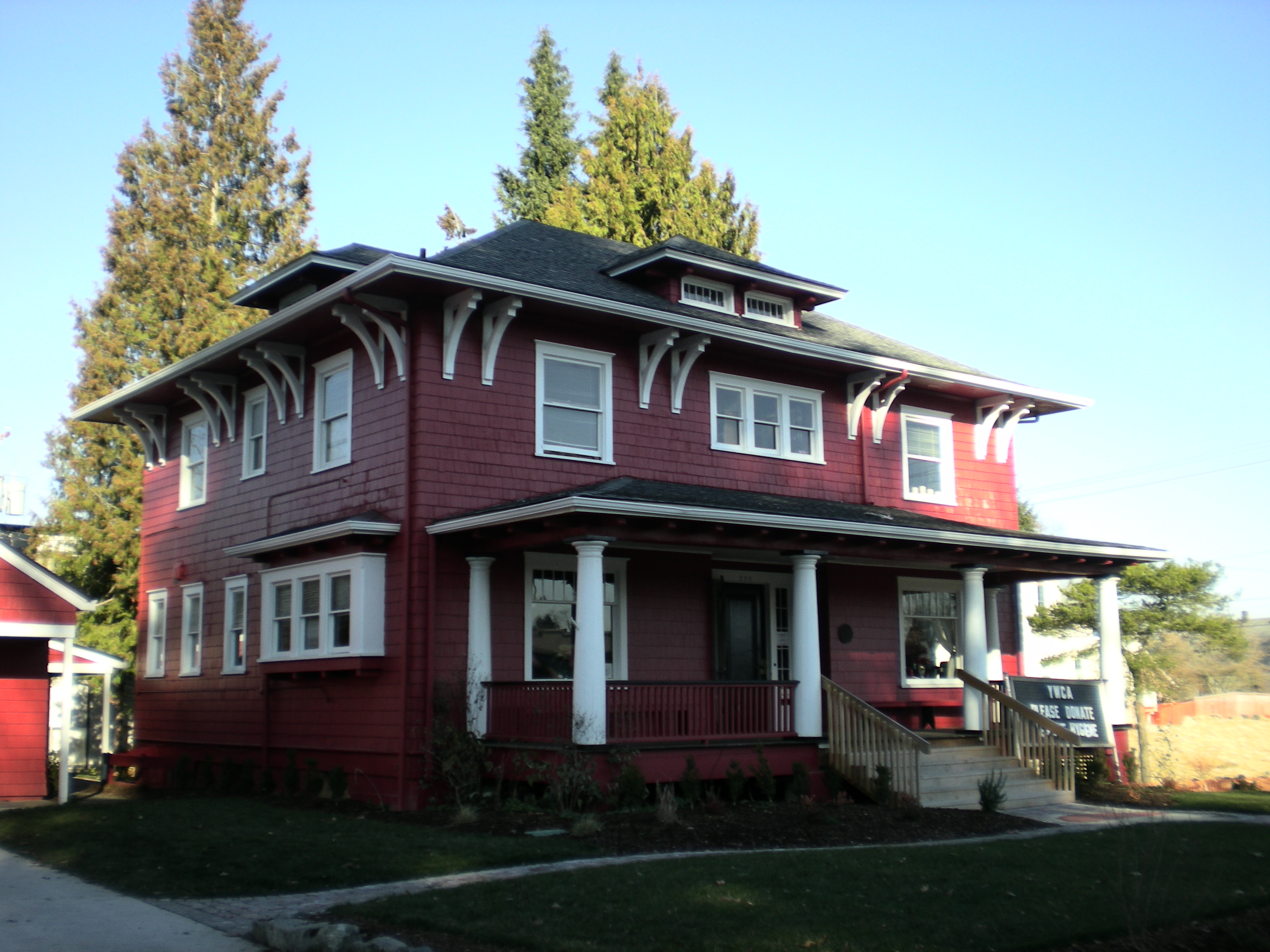
L'edificio Kearney House/Y.W.C.A. ad Olympia, Washington
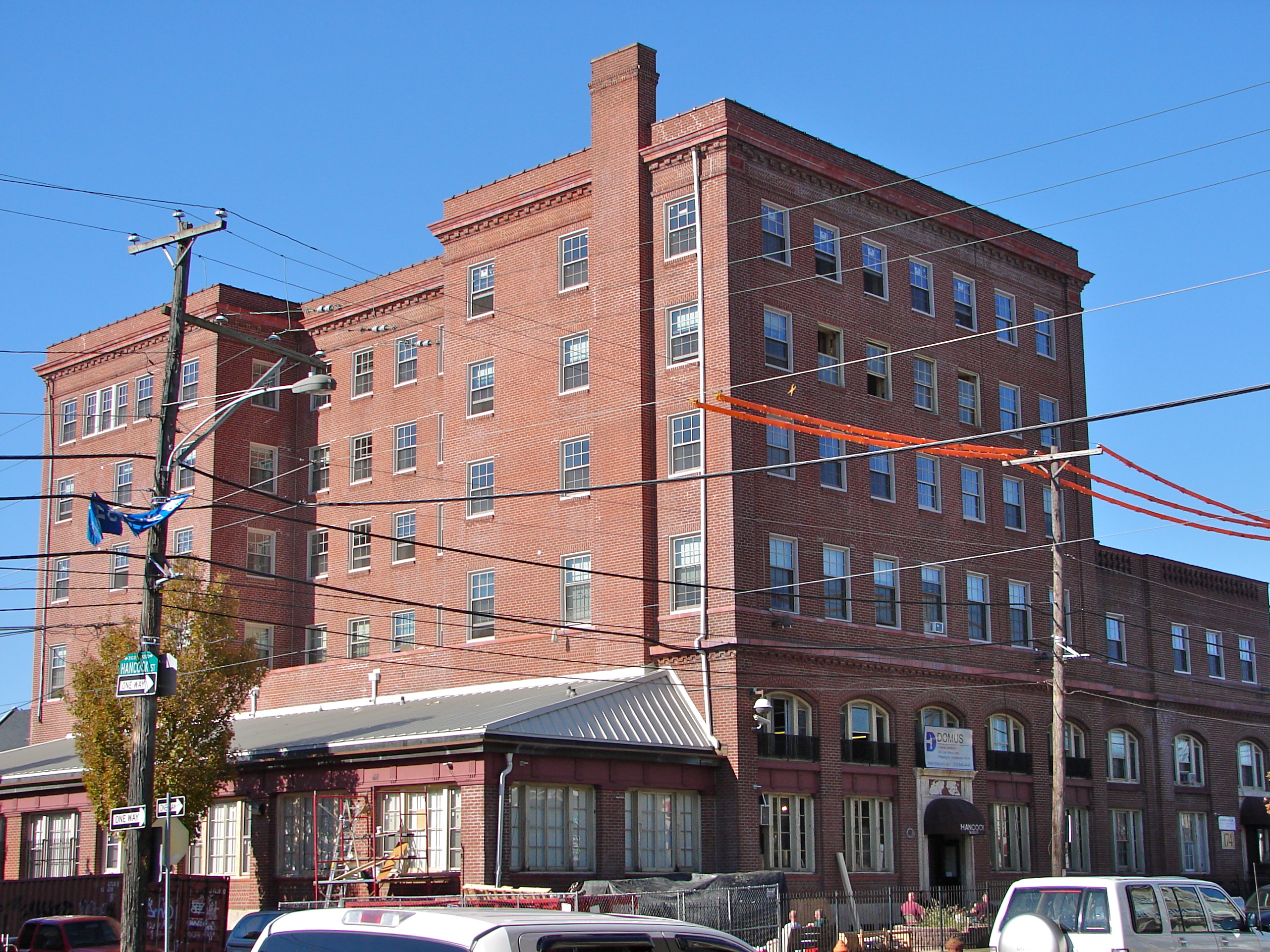
La sezione Kensington della the Y.W.C.A. di Filadelfia
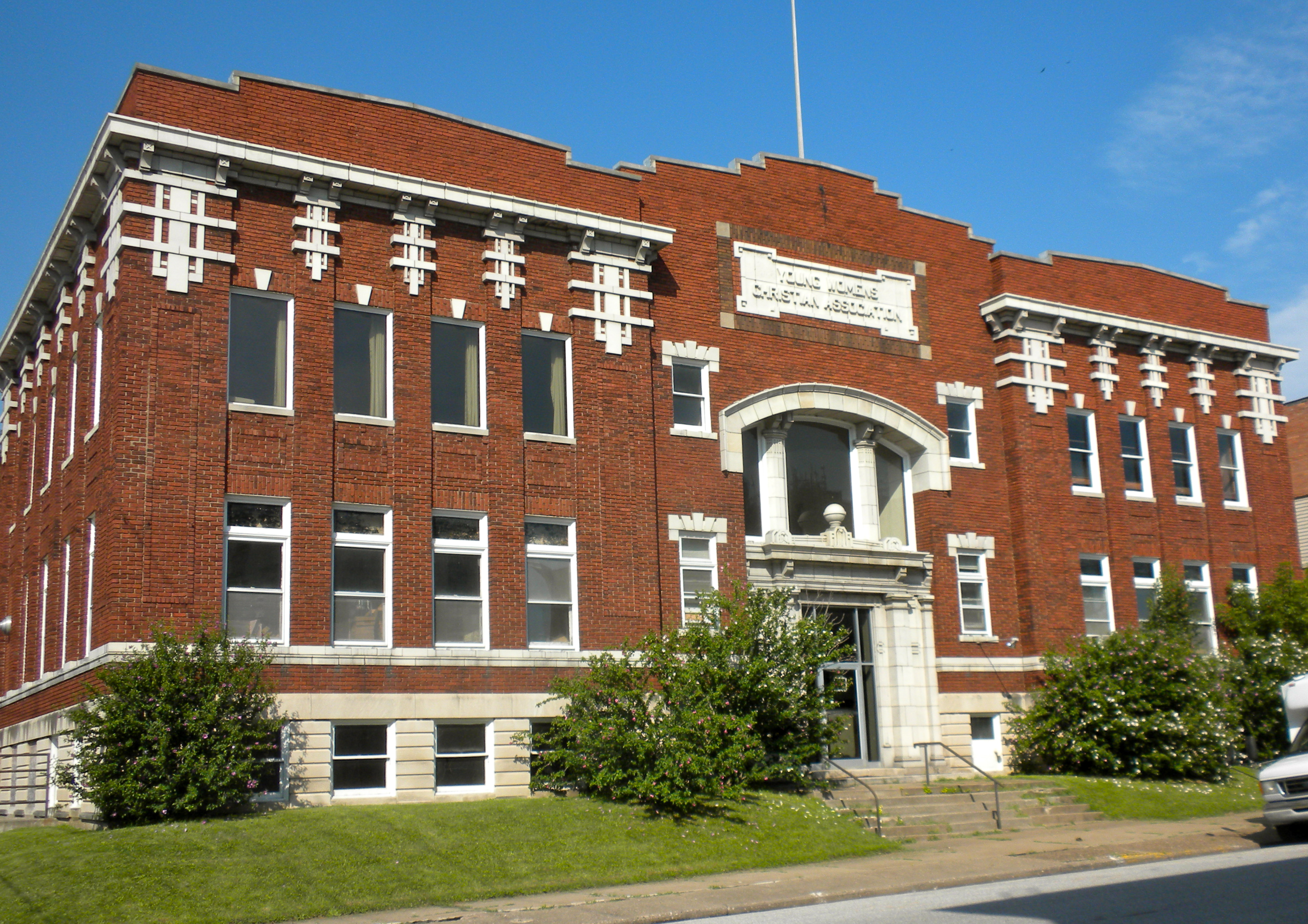
Edificio Y.W.C.A. a St. Keokuk, Iowa
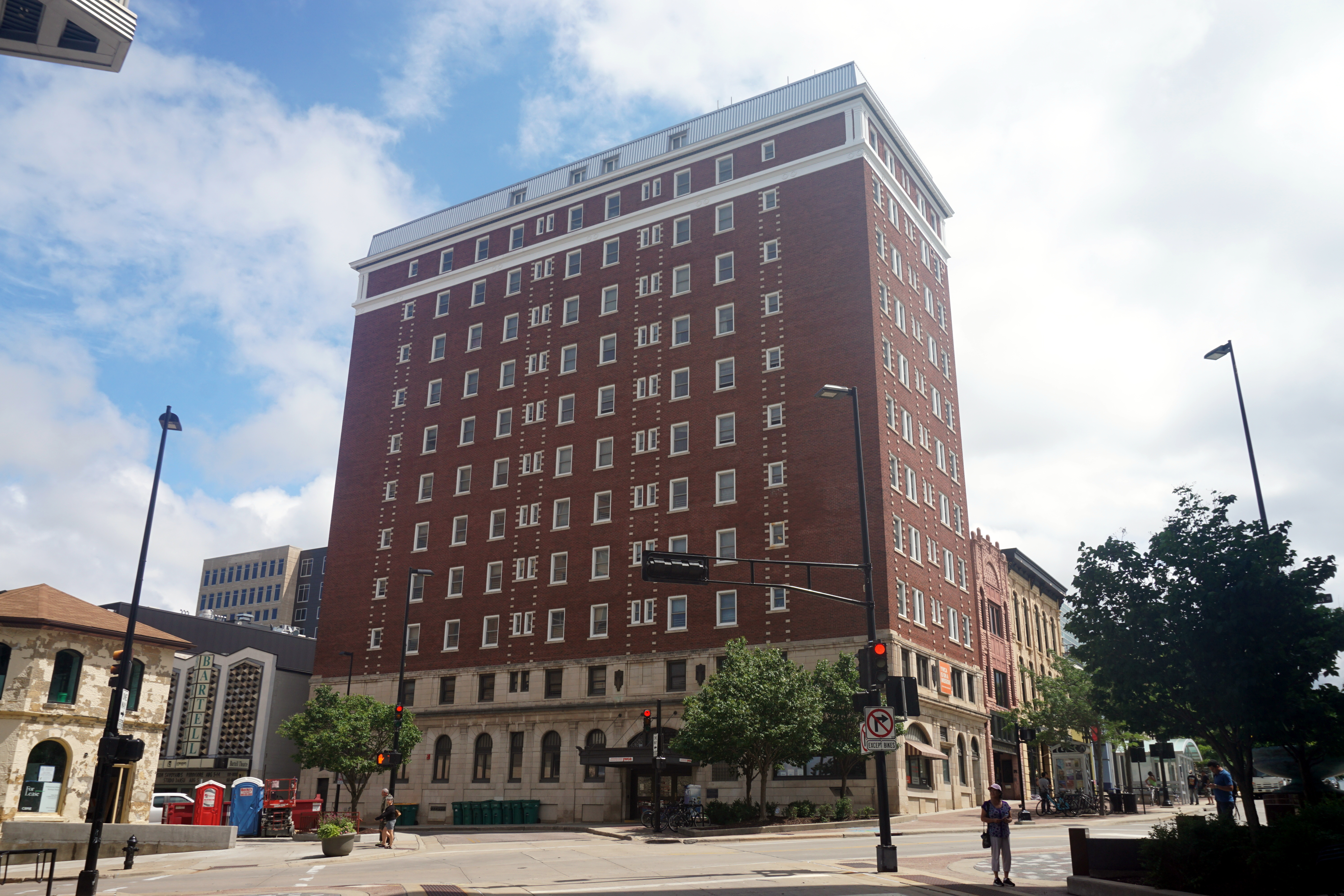
La Y.W.C.A. a Madison, Wisconsin
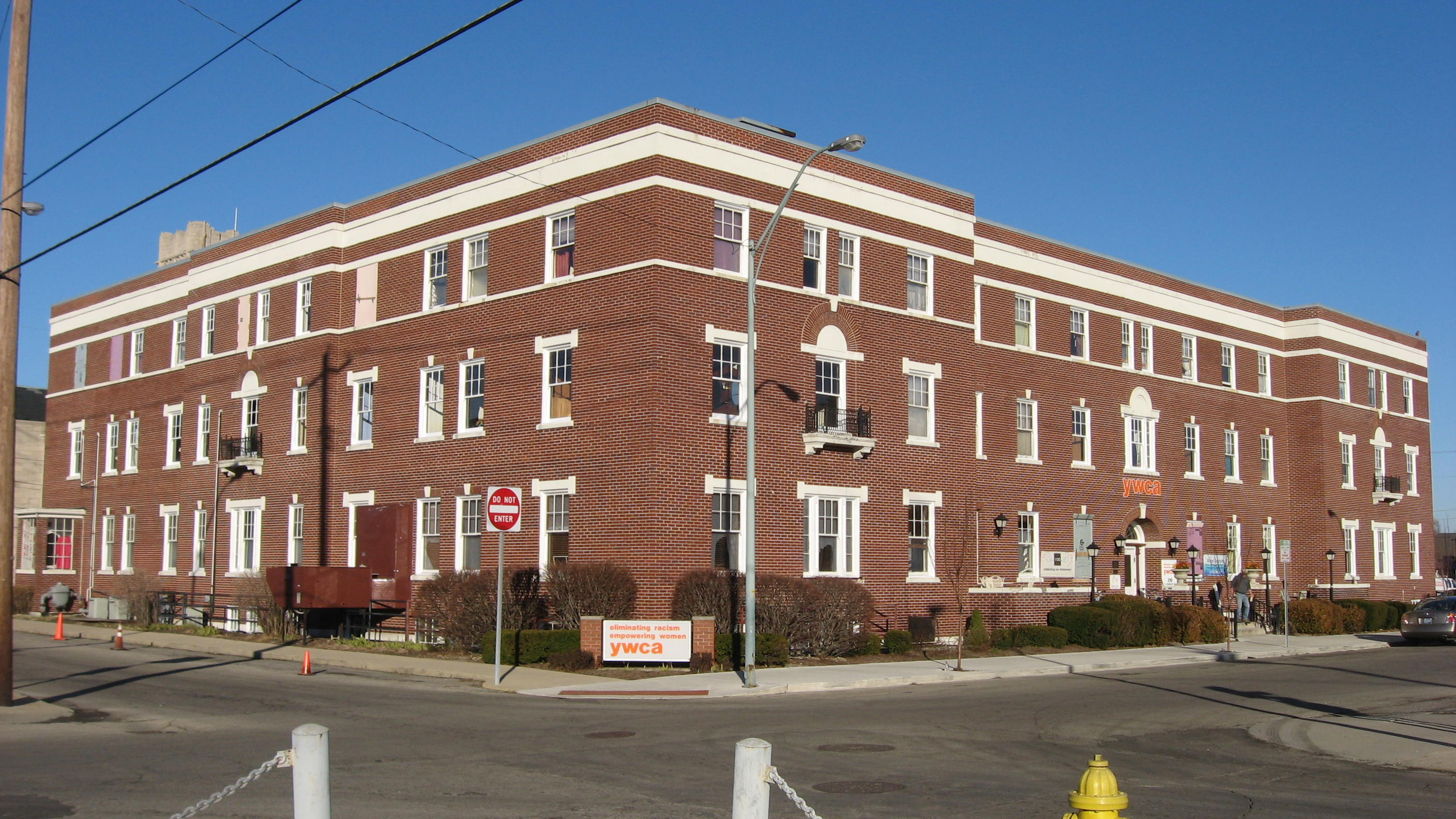
La facciata e il lato occidentale della Y.W.C.A. di Muncie, Indiana.
L'edificio della Y.W.C.A. in stile mission-revival del 1935 a Pueblo, Colorado
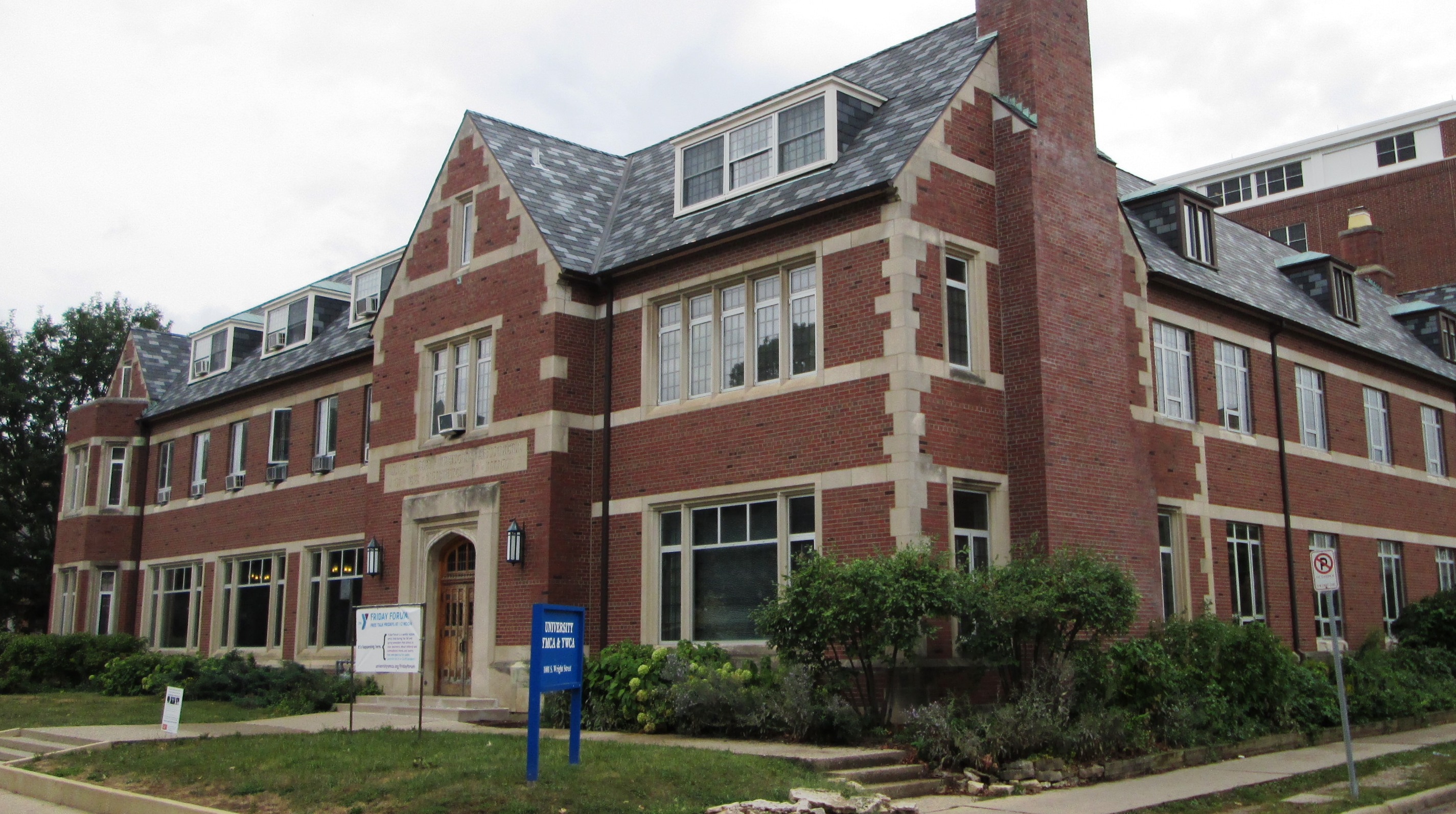
L'University YMCA & YWCA dell'Università dell'Illinois - Urbana-Champaign, situata al 1001 S. Wright Street a Champaign, Illinois.